# Bisektionsbandbreite
Unter Bisektion (engl. bisection) versteht man die Teilung eines gegebenen Netzwerkes in zwei etwa gleich große Teile, wobei die Anzahl der Schnitte durch die Verbindungsleitungen minimal sein soll. Die Bisektionsbandbreite (engl. bisection bandwidth) ist die Summe der Datenübertragungsraten (umgangssprachlich Bandbreiten) der geschnittenen Verbindungsleitungen. Sie stellt ein Maß für die Kommunikation durch das System hindurch dar. Je größer die Bisektionsbandbreite, desto geringer ist die Wahrscheinlichkeit von Blockierungen im Netz bei allgemeiner Kommunikation.

## Beispiel
Gegeben sei ein Netzwerk mit {\displaystyle k} Knoten und Verbindungsleitungen der einheitlichen Datenübertragungsrate {\displaystyle b} Bits/s.
- Bei einer Ringtopologie sind zwei Schnitte ausreichend, um das Netzwerk zu teilen, so dass die Bisektionsbandbreite {\displaystyle 2b} beträgt.
- Ist jeder Knoten des Netzwerks mit jedem anderen verbunden (was der Topologie eines vollständigen Graphens entspricht), so gibt es in Summe {\displaystyle {\tfrac {k(k-1)}{2}}} Leitungen zwischen allen {\displaystyle k} Knoten. Damit ist die aggregierte Bandbreite {\displaystyle {\tfrac {k(k-1)}{2}}\cdot b}. Für die Bisektionsbandbreite können nur die Leitungen zwischen den Hälften gezählt werden – damit beträgt sie {\displaystyle {\tfrac {k^{2}}{4}}\cdot b} zwischen den Hälften.